# Lipová alej v Chocni od zámku na Chlum
Alej památných lip srdčitých je lipové stromořadí v Chocni v okrese Ústí nad Orlicí, které vede od roku 1733 ze zámeckého parku na vrch Chlum, kde bývalo choceňské popraviště. Za památné byly stromy vyhlášeny v roce 1997.